# Web Ontology Language
OWL er et akronym for Web Ontology Language, et opmærkningssprog til publicering og deling af data ved hjælp af ontologier på internettet. OWL er en vokabular ekstension af RDF (the Resource Description Framework) og er afledt fra webontologisproget DAML+OIL. Sammen med RDF og andre komponenter kan disse værktøjer siges at være bærende i projektet semantisk web.
Formålet med OWL er ligesom RDF-Schema at levere en XML-vokabular til at
definere klasser, deres egenskaber og relationerne mellem klasserne for at muliggøre
semantiske definitioner, der kan tilgås fra maskiner. OWL er rigere end RDF-Schema og giver mulighed for at kunne udtrykke relationerne mere nuanceret. Alle elementer og attributter, som leveres af RDF og RDF-Schema, kan bruges, når man danner et OWL-dokument.
Et OWL-dokument er et XML-dokument, hvilket betyder at man kan udnytte alle de
værktøjer der eksisterer til XML, når man bruger OWL dokumentet.
Der er tre forskellige niveauer i alle ontologi sprog. Det første niveau er defineret af
selve ontologisproget, såsom OWL. Semantikken af sproget er givet af sprogets
aksiomer (grundsætninger). Ved at bruge sprog elementer fra det første niveau, kan
man udtrykke bruger definerede ontologi klasser, underklasser, egenskaber ved dem
osv., dette udgør det andet niveau. Det tredje niveau indeholder instanser af
ontologien, såsom enkelte instanser som tilhører klassen defineret på andet niveau.
OWL kommer for tiden i tre styrker: OWL Lite, OWL DL samt OWL Full. Disse tre versioner inkorporer forskellige træk, og i det hele taget er det lettere at ræsonnere om OWL Lite end OWL DL og lettere om OWL DL end OWL Full. OWL Lite og OWL DL er konstrueret således at hvert udsagn kan fastlægges indenfor afmålt tid, mens OWL Full kan indeholde uendelige 'loops'.
OWL DL er, som tilføjelsen "DL" (engelsk  Description Logic , dansk "beskrivelseslogik") antyder, baseret på beskrivelseslogikken {\displaystyle {\mathcal {SHOIN}}(D)}, dens afledning OWL Lite er baseret på den mindre udtryksfulde logik {\displaystyle {\mathcal {SHIF}}(D)}.

## Om akronymet
Nogen kunne påstå at det korrekte akronym for Web Ontology Language var WOL i stedet for OWL. Andre mener at denne rækkefølge er valgt til ære for figuren Ugle fra Peter Plys, som skrev sit navn (engelsk Owl) "Wol" i stedet for Owl. Faktisk valgtes OWL som akronym med en mundret udtale, og som samtidig ville denotere visdom, samt ære Bill Martins One World Language KR projekt fra 1970erne (Læs historien her). Og med et citat af Guus Schreiber: "Hvorfor ikke i det mindste i een henseende være inkonsistent i et sprog som fuldstændig handler om konsistens".

## Se i øvrigt
- Common Logic (CL)
- RDF
- FOAF + DOAC
- Semantisk web
- Meta-Object Facility (MOF) en anderledes standard for Unified Modeling Language (UML) of the Object Management Group (OMG)